# Julia Leykauf
Julia Leykauf (* 29. Oktober 1987) ist eine ehemalige deutsche Fußballspielerin, die ausschließlich für den 1. FC Saarbrücken aktiv gewesen ist.

## Karriere
Die 163 cm große Mittelfeldspielerin Leykauf, die ihre Premierensaison im Seniorinnenbereich für den 1. FC Saarbrücken mit 17 Punktspielen in der Bundesliga 2007/08 bestritt, – ihr Debüt gab sie am 19. August (1. Spieltag) beim 1:1-Remis im Auswärtsspiel gegen den SC Freiburg – stieg aufgrund Platz elf mit ihrer Mannschaft in die 2. Bundesliga Süd ab. Als Meister aus dieser hervorgegangen, kehrte sie umgehend in die höchste Spielklasse im deutschen Frauenfußball zurück und hielt die Klasse mit Platz neun. In der Folgesaison belegte ihre Mannschaft erneut Platz elf, mit dem der neuerliche Abstieg in die 2. Bundesliga Süd besiegelt war. In dieser spielte sie bis Saisonende 2015/16. Für ihren Verein bestritt sie 51 Erstliga- und – von 2012 bis 2016 – 80 Zweitligaspiele, in denen sie zwölf Tore erzielte. Während ihrer Vereinszugehörigkeit kam sie ferner in Spielen des Wettbewerbs um den DFB-Pokal zum Einsatz, wobei sie am 19. April 2008 der Mannschaft angehörte, die das Finale im Olympiastadion Berlin – als Vorspiel zum Männerfinale – vor 20.000 Zuschauern gegen den 1. FFC Frankfurt 20-jährig bestreiten durfte – diesem mit 1:5 jedoch deutlich unterlegen war. In diesem Wettbewerb kam sie anschließend in 15 weiteren Spielen zum Einsatz, in denen ihr vier Tore gelangen. Ferner bestritt sie drei Spiele in der Gruppe 3 des WM-Überbrückungsturniers 2007 sowie fünf Spiele in der Gruppe 1 des Bundesliga-Cups 2011.

## Sonstiges
Leykauf ist seit 2015 für den Saarländischen Fußballverband tätig.